# 青蔥

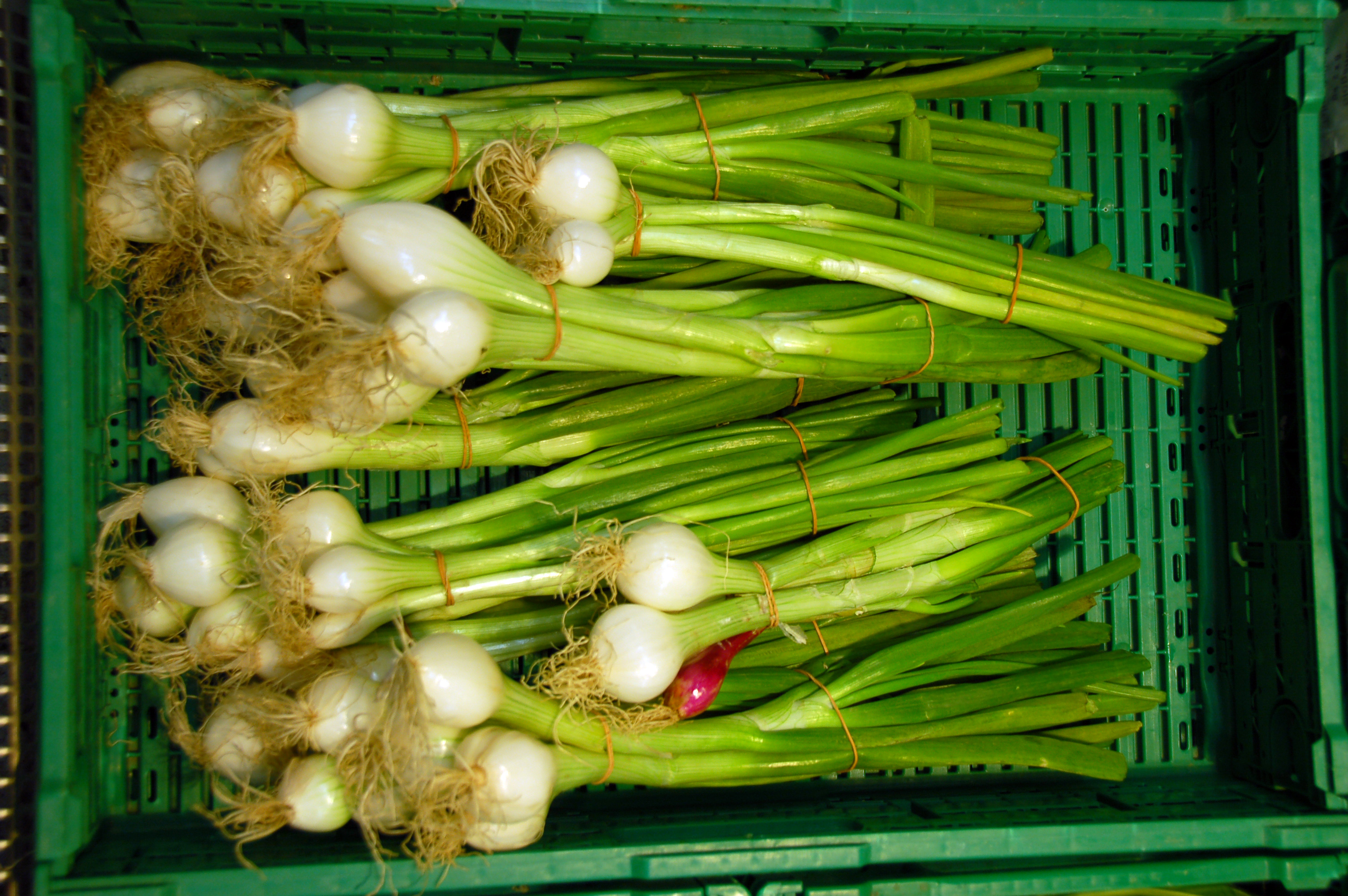
作“青蔥”的洋葱，拥有葱（含分葱、大葱等）所没有的球根

青蔥（英語：scallion）或春葱（spring onion）是一些由蔥屬产生的绿色蔬菜的统称，为此属植物在春天收割的结果。青蔥为多年生草本植物，一般伴有未成熟的球根。在西方料理中常作為沙拉调味品。作青葱用的植物有以下物种及品种：
- 洋蔥 A. cepa
  - 'White Lisbon' “里斯本白”
  - 卡尔卡特洋葱（英语：Calçot）
  - 寻常洋葱 A. cepa var. cepa —— 西方大部分“青葱”为此亚种，在球根出现前或未长大时收割即可。[1]
  - 火葱 (A. cepa var. aggregatum = A. ascalonicum)
- 薤 A. chinense
- 葱 A. fistulosum —— 与其他同属植物区别在于即使成熟也不结球根，[2]因此一些来源不将其視为“青葱”之一。[3]
- 埃及树葱 A. × proliferum —— 葱与火葱杂交的产物，其葉和莖比蔥更軟，地下部分為紅褐色鱗莖。[4]